# Ochotona koslowi
Ochotona koslowi (pica de Kozlov o pica de Koslov) es una especie de mamífero de la familia Ochotonidae.

## Distribución geográfica
Se encuentra en la China.

## Estado de conservación
Se encuentra amenazada de extinción por la pérdida de su hábitat natural.